# Spaelotis restricta
Spaelotis restricta är en fjärilsart som beskrevs av Charles Boursin 1968. Spaelotis restricta ingår i släktet Spaelotis och familjen nattflyn. Inga underarter finns listade i Catalogue of Life.